# 荔灣博物館
荔湾博物馆位于中国广州市龙津西路逢源北街，是一座以收藏、陈列、研究和宣传荔湾历史变化、风俗为主的博物馆，也是广东省首间区级博物馆。
博物馆以岭南特色的庭院、西式别墅建筑及“石上飞榕”构成了独特的景致。展馆内通过文字资料、图片、实物展示了荔湾区的历史、文化的发展轨迹，重温昔日西关的风土民俗、特色艺术、繁盛商业。

## 陈廉仲公馆
馆址原是中华民国初年英商汇丰银行广州分行买办陈廉仲先生的旧居。主楼为西洋别墅式三层楼宇，建筑面积900多平方米，庭院占地1300多平方米。其坐北朝南，是一处中西合璧的园林式建筑。院门入口两侧为花岗岩西式门楼，爱奥尼柱头承托拱卷门顶，院门四周建有围墙。内进是仿欧式的三层砖木结构楼房，首层入口设在西侧，中间有圆拱型门洞，顶层圆拱顶部为三角形山花。楼房为廊式结构，每层楼前有走廊，设欧式立柱。二楼为平梁回廊，设瓶型栏杆，三楼为拱卷回廊，设铁铸栏杆。首层铺水磨石米地面，二、三层铺木地板。楼房西南面是庭院，有水池连通荔湾涌，西南角建有两层西式小亭。园内原有三座假山：一座名为狮子滚绣球、另一座名为风云际会、一座已毁，风云际会临近水池南边，长有一株飞来榕。庭院中原来建有停靠船只的埠头，现已不存。
中华人民共和国成立前夕，陈廉仲一家离开广州前往香港定居，但此处仍有10户陈姓家人居住。1950年代作为荔湾区机关幼儿园、荔湾区人民政府有关部门临时办公用地，1980年代幼儿园被撤消。1993年被列为广州市文物保护单位。1995年1月，荔湾区人民政府决定在此筹建荔湾博物馆，于1996年12月建成对外开放。1997年被定为荔湾区爱国主义教育基地。2000年9月26日博物馆二期工程西关民俗馆建成开放。民俗馆以重建的西关大屋为主体建筑，位于原馆址东侧。